# Шевченкове (Лохвицька міська громада)
Шевче́нкове —  село в Україні, у Лохвицькій міській громаді Миргородського району Полтавської області. Населення становить 56 осіб. До 2020 року орган місцевого самоврядування — Гирявоісковецька сільська рада.

## Географія
Село Шевченкове знаходиться за 2 км від правого берега річки Артополот, на відстані до 2-х км розташовані села Веселе, Степне та Старий Хутір.

## Історія
12 червня 2020 року, відповідно до розпорядження Кабінету Міністрів України № 721-р «Про визначення адміністративних центрів та затвердження територій територіальних громад Полтавської області», село увійшло до складу Лохвицької міської громади.
19 липня 2020 року, в результаті адміністративно - територіальної реформи та ліквідації Лохвицького району, село увійшло до складу новоутвореного Миргородського району Полтавської області.